# ألان ارين
ألان ارين (بالإنجليزية: Alan Warren)‏ هو متسابق يخت بريطاني، ولد في 13 ديسمبر 1935.

## وصلات خارجية
- ألان ارين على موقع الاتحاد الدولي للملاحة الشراعية (موقع جديد) (الإنجليزية)
- ألان ارين على موقع الاتحاد الدولي للملاحة الشراعية (موقع قديم) (الإنجليزية)
- ألان ارين على موقع اللجنة الأولمبية الدولية (الإنجليزية)
- ألان ارين على موقع أوليمبيديا (الإنجليزية)
- ألان ارين على موقع اللجنة الأولمبية البريطانية (الإنجليزية)